# Bitva u Gabbardu
Bitva u Gabbardu bylo námořní střetnutí loďstev Anglické republiky a Spojených nizozemských provincií, odehrávající se roku 1653 za první anglo-holandské války. Trvala dva dny od 12. do 13. června a skončila výrazným vítězstvím anglického loďstva.

## Pozadí
První anglo-holandská válka propukla v roce 1652. Její součástí byly hlavně námořní boje. Anglické loďstvo se pokoušelo přerušit pro Nizozemce tolik důležitý zámořský obchod. V prosinci 1652 však bylo poraženo v bitvě u Dungenessu, což umožnilo Nizozemcům pokračovat v obchodní dopravě přes Lamanšský průliv. Další neúspěšný pokus o narušení nizozemských obchodních tras proběhl na přelomu února a března roku 1653, kdy byla svedena bitva u Portlandu. Angličané sice dosáhli taktického vítězství, ale svůj cíl opět nesplnili. Jejich akce ale podnítila Nizozemce k reakci – admirál Maarten Tromp v červnu téhož roku aktivně vyhledal střet s anglickou flotou. Toho se mu dostalo 12. června 1653 nedaleko mělčiny Gabbard u pobřeží Suffolku.

## Rozmístění a síla soupeřů
Nizozemské loďstvo čítalo 98 válečných lodí, rozdělených podle tehdejších zásad námořního boje na tři eskadry. Eskadrám veleli admirálové Tromp, Michiel de Ruyter a Witte de With. Anglická flota čítala na 100 lodí, taktéž rozdělených do tří eskader. Čelní velel William Penn, střední George Monck a Richard Deane, zadní pak John Lawson.

## Bitva
Bitva započala v 11 hodin pokusem Pennovy eskadry vpadnout Nizozemcům do boku. Již brzy se bitva změnila na souboj lodě proti lodi. V prvních výstřelech byl zabit námořní generál Deane. Do šesté hodiny večerní se však Angličanům podařilo potopit čtyři nizozemské lodě. Mezitím vyrazil z ústí Temže admirál Robert Blake (vlajková Essex) v čele 18 lodí. Na bojiště dorazil brzy ráno následujícího dne, avšak slabý vítr umožnil další pokračování boje až po poledni. Po následující čtyřhodinové kanonádě se Nizozemci rozhodli stáhnout přes mělčinu Gabbard zpět na své základny. Angličané je kvůli většímu ponoru svých lodí nemohli pronásledovat.
Uvádí se, že tato bitva byla první bitvou, ve které Angličané použili formaci tzv. bitevní linie, tj. že každá následující loď sleduje kýlovou brázdu té předchozí. Tato nová taktika měla zaskočit Nizozemce, tradičně rozestavené v rojích a donutit je takto k ústupu.

## Výsledek
Anglii se podařilo zničit 9 nepřátelských lodí a dalších 11 zajmout, nepřítel byl nucen vyklidit bitevní pole. Anglie tak dosáhla významného vítězství v probíhající anglo-holandské válce.